# سحر حسين الحيدري
سحر حسين الحيدري وُلدت يوم 15 يوليو 1962 في بغداد وتُوفيتْ يوم 7 يونيو من عام 2007 في الموصل. كانت صحفية ومذيعة عراقية. جذبت سحر أنظار العالم كونها قد قُتلت على يد متطرفين في السابع من يونيو عام 2007 لتكون بذلك الصحفية رقم 108 التي تتعرض للقتل أو الاغتيال بما في ذلك 86 صحفيا عراقيا أثناء تغطيتهم لحرب العراق منذ اندلاعها في عام 2003.

## النشأة
وُلدت الحيدري في بغداد عاصمة العراق يوم 15 تموز/يوليو من عام 1962 لأسرة شيعية. تلقت تعليها في المدارس المحلية إلى أن حصلت على شهادة البكالوريوس في إدارة الأعمال من جامعة بغداد. تزوجت سحر بهيثم النقيب الذي ينتمي للطائفة السنية والذي يشغل منصب مُدرس في شمال العراق وبالتحديد في مدينة الموصل. ولدت سحر أربع بنات؛ قبل أن تنتقل رفقة أسرتها الصغيرة عام 1997 للعيش في الموصل رفقة زوجها الذي كان لا زال يعمل هناك.

## المسيرة المهنية
بدأت المسيرة المهنية لسحر حسين الحيدري في مجال الصحافة إبّان غزو العراق عام 2003 وسقوط صدام حسين رفقة نظام البعث. كانت الحيدري واحدة من عدد قليل من الصحفيين العراقيين الذين انخرطوا في معهد الصحافة فقدموا تقارير دولية وبرامج تدريبية لشبان آخرين.
بدأت الحيدري العمل في الإذاعة ثم أصبحت في وقت لاحق صحفية فمراسلة. عملت أيضا لصالح معهد الحرب والسلام حيث أعدت عشرات التقارير فيما يتعلق بالحرب في دولة العراق. كتبت أيضا عدة مقالات تبنتها وكالات إعلام محلية ودولية مثل أصوات العراق. اشتهرت سحر أيضا بفضل دفاعها عن حقوق المرأة وتسليطها للضوء على العنف ضد المرأة العراقية كما سلّطت الضوء على شباب العراق الذي لطالما وصفته بـ «الجيل الضائع» وذلك بسبب الحرب. عادة ما كانت تثير مقالاتها جدلا داخل العراق وخارجه؛ حيث كانت تتهم في بعض الأحيان الحكومة العراقية بالتسبب في كل هذا الدمار كما كانت تنتقد وبشدة دور الولايات المتحدة في الدول العربية وحملتهم مسؤولية خلق حالة الفوضى في العراق. ليس هذا فقط؛ فقد انتقدت -وفي كثير من الأحيان- المتطرفين الإسلاميين الذين اتهمتهم بالسعي إلى استخدام الحرب كذريعة لتحويل مدينة الموصل «إمارة» في شمال العراق. ركزت في فترة من الفترات على على العنف المتزايد الذي سبّبه الأصوليين كما حاولت تحليل قضية التمرد في شمال العراق. انتقاداتها الحادة ومقالاتها الجريئة جعل سلامتها الشخصية في خطر؛ هي وعائلتها. تعرّضت الحيديي لمحاولة اختطاف فاشلة وذلك بعد توقف دورية عسكرية أمريكية قربها ففر الخاطفون. وضعت مجموعة عراقية متطرفة مرتبطة بتنظيم القاعدة الحيدري في المرتبة الرابعة ضمن «قائمة المستهدفين من الكفار».
انتقلت الحيدري رفقة عائلتها إلى دمشق بحلول عام 2006 وذلك خشية على نفسها من الاغتيال أو الانتقام. ومع ذلك فقد واصلت العودة إلى العراق لتقديم تقاريرها. يُعرف عن الحيدري التزامها الكبير في عملها خيث أنها لم تتخل عن مهنة الصحافة بالرغم من كل ما جرى؛ كما يُعرف عنها صلابتها حيث رفضت الإقلاع عن التدخين بل لم تُفكر في هذا الموضوع أصلا -حسب تصريح لها لوكالة أنباء بريطانية- في ظل التهديدات المستمرة بقتلها. زارت سحر حسين موقعا كرديا فكتبت عشرات المقالات باسم مستعار حيث انتقدت فيها المتطرفين وما يفعلونه هناك. ناشد المحررين من جميع أنحاء العراق سحر على البقاء في سوريا أو البقاء خارج العراق من أجل سلامتها الشخصية، لكنها وبالرغم من ذلك واصلت عملها. قُتلت الحيدري في الموصل يوم 7 يونيو 2007 -كانت حينئذ تبلغ من العمر 45 سنة فقط- على يد مجموعة متطرفة تُسمي نفسها أنصار السنة. وقد تبين فيما بعد أن محرر إحدى الجرائد العراقية -لم يكشف عن نفسه- قد أمضى ثلاث ساعات في اليوم الذي سبق مقتلها وهو يطلب منها العودة إلى دمشق لكنها فضلت إكمال بحثها. لقيت قضية اغتيالها إدانة من المجتمع الدولي.
في عام 2008 تم تكريم الحيدري بعد وفاتها من قبل منظمة العفو الدولية التي منحتها جائزة الإعلام غيابيا تقديرا لما قامت به في سبيل نقل الحقائق كما هي. قبل وفاتها، كتبت سحر مقالا بعنوان «القتل غسلا للعار يثير مخاوف تفجر صراع عراقي جديد» وذكرت فيه أن «لها مخاوف من أن قتل الأشراف قد يتسبب في صراع عراقي جديد.»